# Autoestrada A23
La Autoestrada A23 (también conocida como Autoestrada das Beiras, por la región natural que atraviesa) es una autopista portuguesa de 217 km de longitud. Conecta Torres Novas (nudo de la A1) con Guarda (nudo de la A25), atravesando los distritos de Santarén, Portalegre, Castelo Branco y Guarda.
Hasta el 8 de diciembre de 2011, estuvo gestionada en régimen de SCUT (acrónimo que significa Sem Custo para os UTilizadores, sin coste para los usuarios), es decir, que sus peajes eran virtuales, puesto que los paga el Estado portugués, por la empresa concesionaria Scutvias, que la administra. A partir de esa fecha pasó a estar gestionada por el sistema de Peaje exclusivamente electrónico.

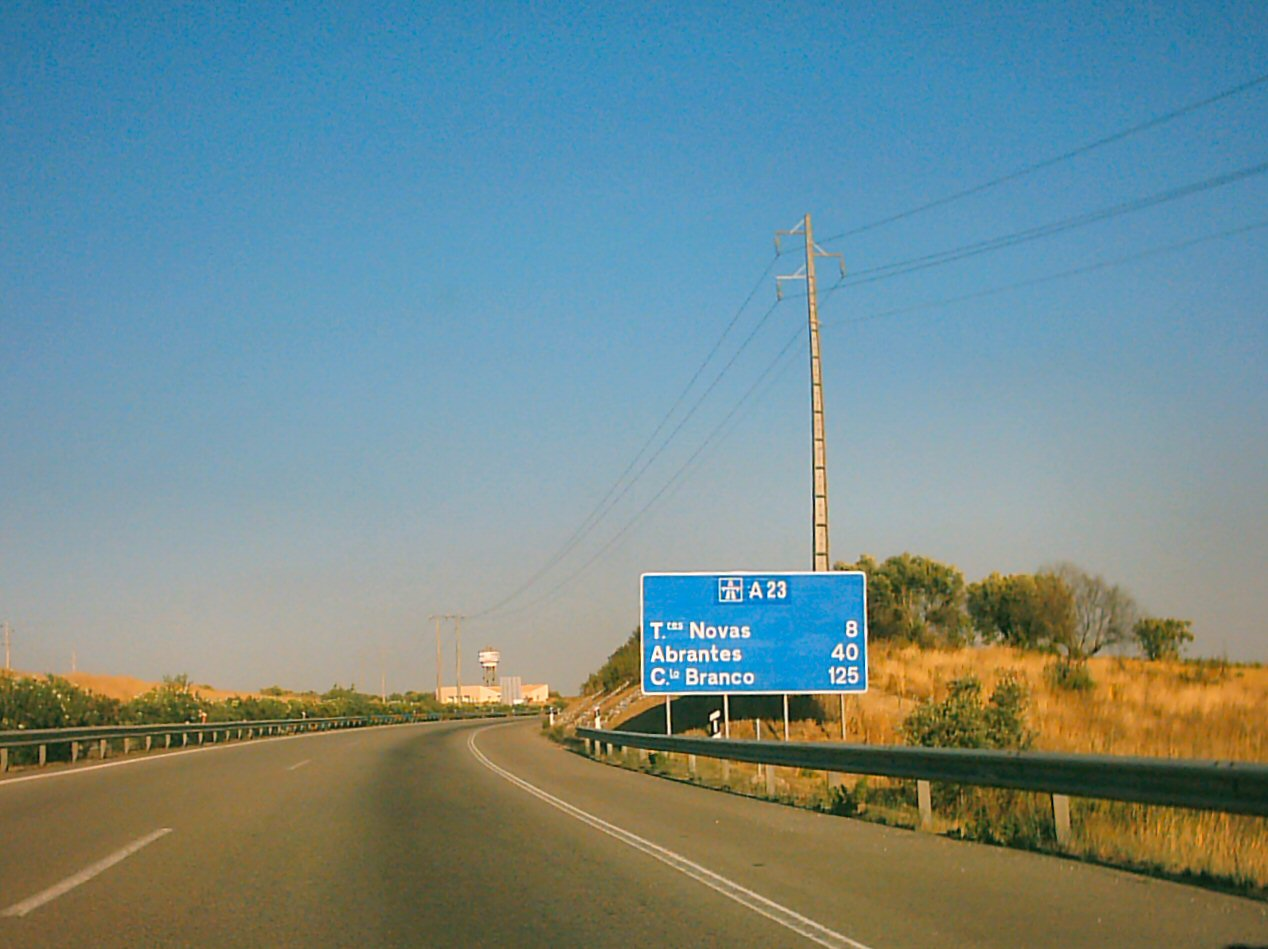
Autoestrada A23, en las inmediaciones de Zibreira, cerca de Torres Novas

Tramo Castelo Branco-Guarda

. 

## Itinerario

Tramo Torres Novas-Castelo Branco

- 01 Torres Novas
- 02 Zibreira
- 03 Torres Novas
- 04 Entroncamento
- 05 Atalaia
- 06 Tancos, Linhaceira
- 07 Praia do Ribatejo
- 08 Constância
- 09 Amoreira
- 10 Abrantes Oeste
- 11 Abrantes Norte, Alferrarede
- 12 Mouriscas
- 13 Ortiga, Mação
- 14 Domingos da Vinha
- 15 Envendos
- 16 Gardete
- 17 Juncal
- 18 Fratel
- 19 Tavila
- 20 Sarnadas de Ródão
- 21 Benquerenças, Castelo Branco Sul
- 22 Castelo Branco Oeste
- 23 Castelo Branco Norte
- 24 Alcains
- 25 Lardosa
- 26 Soalheira
- 27 Castelo Novo
- 28 Fundão Este
- 29 Fundão Norte
- 30 Covillana Sur - Variante a la N18
- 31 Covillana Norte - Variante a la N18
- 32 Malpique
- 33 Belmonte
- 34 Benespera - N18-2
- 35 Guarda Sur - VICEG
- 36 Guarda Norte. - N16 / N221